# Cross Media Publishing
Der Begriff Cross Media Publishing oder Digital Publishing bzw. medienübergreifende Veröffentlichung bezeichnet
1. im Bereich der Medien das medienübergreifende Publizieren von Inhalten auf der Grundlage von medienneutralen Daten sowie
2. im Bereich der Werbung und der Public Relations ein Verfahren, das mit Hilfe einer medienneutralen Datenbank einer definierten Zielgruppe das konsistente Erscheinungsbild eines Unternehmens oder eines Produktes des Unternehmens medienübergreifend näher bringt, siehe Corporate Design, Integrierte Kommunikation.

## Medienübergreifendes Publizieren
Beim Cross Media Publishing werden Publikationen erstellt, die zu unterschiedlichen Medien gehören (Print, Online, Mobile etc.), dabei aber auf einer einheitlichen Datenbasis beruhen (Single Source Publishing).
Mit der Einführung des iPads von Apple rückte zusätzlich die Ausgabe für die mobile Nutzung ins Zentrum. Beim Digital Publishing werden Texte per XHTML ausgezeichnet und per XML-Container bereitgestellt. Redaktionssysteme, die sowohl XML verarbeiten wie auch typografische Seitengestaltung zulassen, stellen eine Alternative zu den bisherigen DTP-Systemen dar.
Die Inhalte werden medienneutral verwaltet und gespeichert. Texte, Bilder und andere grafische Elemente werden unverfälscht und unformatiert gespeichert. Für Fotos bedeutet das, dass sie in der besten verfügbaren Qualität hinterlegt und erst für die tatsächliche Verwendung, zum Beispiel innerhalb eines Internetauftritts, auf das benötigte Qualitätslevel reduziert werden. Für Texte kommt meist XML zum Einsatz. Gestaltungsvorlagen werden medienadäquat eingerichtet und unabhängig von Inhalten abgelegt.

### Verbreitung
Digitale Titel für mobile Anwendungen werden über Newsstand-Anwendungen wie den Apple iTunes Store oder Online Kiosk pubbles bezogen.
Bedeutung erlangte Cross Media Publishing erstmals im Zusammenhang mit dem Internet, da Webauftritt, Onlinepublikation und Printmedien automatisiert erstellt werden können. Dies ermöglicht nicht nur eine flexible und kostengünstige Produktion, sondern darüber hinaus auch maximale Transparenz bei der Organisation, Verwaltung und Pflege der Daten sowie die Vermeidung von Fehlern und von Redundanzen bei der Datenhaltung.

## Studium, Aus- und Weiterbildung
- Crossmedia Publishing an der Merz Akademie Stuttgart
- Lehrgänge der Journalistenakademie München
- Crossmedia. Internationaler berufsbegleitender Studiengang (Department für Bildwissenschaften Donau-Universität; Master of Science)
- Studienschwerpunkt „Digital Publishing“ an der Hochschule der Medien Stuttgart
- Masterstudiengang „Crossmedia Publishing & Management“ an der Hochschule der Medien, Stuttgart